# Trementina
La trementina (dal greco terebinthos, terebinto in italiano, un albero dalla cui linfa la trementina era originariamente distillata) è una resina vegetale oleosa, fluida, chiara, e volatile.
Si ottiene tramite procedimento di incisione da alberi appartenenti alla divisione delle conifere; l'incisione può essere fatta nella pianta viva, oppure nel durame di una pianta morta. In gergo la trementina liquida che trasuda dagli alberi viene chiamata gemma, mentre quella indurita barras e gallipot.

## Storia
La più antica fonte commerciale della trementina è l'isola di Chio, sebbene non si abbia una certezza assoluta. In tempi più recenti, nel '700, la parte sud-orientale degli Stati Uniti ha ospitato la maggiore produzione.

## Composizione
Contenenti in misura maggiore terpeni, alcoli superiori e acidi resinici, queste resine prendono la forma del recipiente che le contiene, nonostante siano solide a temperatura ambiente; inoltre esse hanno un'alta solubilità nella maggior parte dei solventi organici così come in alcol. La composizione è varia; per il pino mediterraneo è la seguente:
- α-pinene (circa 95%)
- sesquiterpeni (circa 3-4%)
- DL-bornilacetato

## Utilizzo
Dalla trementina si estraggono principalmente:
- l'essenza di trementina
- la colofonia
- gli oli essenziali, contenenti l'α-pinene, curiosamente isomericamente diverso a seconda della locazione delle piante da cui proviene la trementina; in particolare levogiro per quelle europee, destrogiro per quelle americane.

## Tipologie
- trementina di Borgogna - si ottiene dall'abete rosso
- trementina di Strasburgo - si ottiene dall'abete bianco
- trementina di Venezia (o trementina veneta) - si ottiene dal larice comune
- trementina italiana - si ottiene dal pino marittimo o da quello domestico